# Lac Vólvi
Le lac Vólvi (en grec moderne : Λίμνη Βόλβη, parfois en français : lac Bolbé) est un lac de Grèce situé dans le district régional de Thessalonique, dans la périphérie de Macédoine-Centrale. 

## Présentation
D'une superficie de 70 km2, il est le second lac de Grèce pour la taille.
Il tient son nom de la nymphe Bolbé (Βόλβη, prononcé Vólvi en grec moderne). À partir du début de l'époque moderne voire byzantine, il portait le nom de Koúnia (« berceau » en grec), traduit en turc par Béchik, d'où son ancien nom grec de límni Bessikíon (Λίμνη Μπεσικίων), et n'a retrouvé son nom antique qu'au début du XXe siècle.
Il a donné son nom à deux localités situées sur son rivage, ainsi qu'à un dème créé en 2010.
Le lac Vólvi, avec le lac Korónia, ont été classés site Ramsar le 21 août 1975 et font partie du parc national des zones humides des lacs Korónia, Vólvi et du Témpi macédonien.
En 1986 a lieu la première introduction du Silure grec (Silurus aristotelis), espèce endémique du bassin de l'Achéloos.